# Pandercetes gracilis
Pandercetes gracilis is een spinnensoort in de taxonomische indeling van de jachtkrabspinnen (Sparassidae). De soort staat bekend om diens camouflagevermogen en hun snelheid om prooien te verschalken. P. gracilis komt voor in Australië (Queensland), Nieuw-Guinea, op de Molukken en Sulawesi.
Het dier behoort tot het geslacht Pandercetes. Pandercetes gracilis werd in 1875 beschreven door Ludwig Carl Christian Koch.